# Mítov (hrad)
Mítov (též Liškův hrad) je pravěké hradiště a zaniklý středověký hrad u stejnojmenné vesnice v okrese Plzeň-jih. Nachází se na západním okraji kamenolomu, jehož lomová stěna se téměř dotýká pravěkého valu. Jejich pozůstatky jsou chráněny jako kulturní památka ČR.

## Historie
Lokalita byla osídlena již v pravěku. Archeologické výzkumy odhalily keramiku z eneolitu, z období knovízské kultury a z doby halštatské.
O středověkém hradu se nezachovaly žádné písemné zprávy, ale nalezená keramika umožňuje datovat jeho existenci do třináctého století. Je možné, že jeho zakladatelem byl některý příslušník rodu Buziců nebo že souvisel s těžbou a zpracováním železné rudy, jejíž pozůstatky se před rozšířením lomu nacházely v předpolí hradu.

## Stavební podoba
Pravěké hradiště bylo chráněno hradbou, ze které se dochoval hlinitokamenitý val se stopami požáru. V jihovýchodní části hradištního areálu ve třináctém století vznikl hrad obehnaný s výjimkou nepřístupné jižní strany až pět metrů vysokým valem a hlubokým příkopem vysekaným ve skále. Na severozápadní straně hradního jádra vybíhá do příkopu skalisko, nad kterým se dochoval další nízký val. Zástavbu jádra připomínají jen terénní relikty dvou budov, z nichž větší má půdorys přibližně 8 × 8 metrů. Pravděpodobně je to pozůstatek dřevěné obytné věže postavené na kamenné podezdívce. Také ostatní stavby na hradě byly převážně dřevěné. Pravěký val byl využit, aby kryl přístupovou cestu, která vedla úzkým koridorem mezi ním a vnitřním valem.